# Nöbbele
Nöbbele est une localité de Suède dans la commune de Växjö située dans le comté de Kronoberg.
Sa population était de 256 habitants en 2019.